# 秦攻鄀之战
秦攻鄀之战，秦国在公元前635年（周襄王十七年、鲁僖公二十五年、楚成王三十七年、秦穆公二十五年）和前622年（周襄王三十年、鲁文公五年、楚穆王四年、秦穆公三十八年），进攻楚国附庸鄀国（下鄀，都商密，今河南省淅川县西南）的作战。
前635年秋，秦国在晋国的协助下，南下进攻鄀国。楚国申、息两县长官鬬克、屈御寇带领军队戍守商密。秦军经过析地（今河南省西峡县），绕道丹江水湾，来包围商密，黄昏时逼近城下。把自己的一部分士兵捆绑着假装俘虏，夜里，掘地歃血，把盟书放在上面，假装和鬬克、御寇已经盟誓。商密的人以为秦军已占领析地，戍军已经背叛。于是投降秦军。秦军囚禁了申公鬬克、息公屈御寇而回国。楚国的令尹子玉追赶秦军，未能追及。楚军就包围陈国，把顿子送回顿国。鄀国叛楚亲秦，后来又和楚国亲近。前622年夏，秦国进入鄀国，攻取商密。鄀国南下迁居到今湖北省宜城市东南，称为上鄀，不久鄀国被楚国所灭。